# 올하 하를란
올하 헨나디이우나 하를란(우크라이나어: О́льга Генна́діївна Харла́н, 1990년 9월 4일~)은 우크라이나의 펜싱 선수이다. 2008년 하계 올림픽에서 사브르 종목에서 금메달을 딴 우크라이나 펜싱 팀의 멤버였으며 ‘2008년 스포츠의 영웅들’ 시상에서 우크라이나의 '올해 최고의 여자 운동 선수'로 선정되었다.
2010년 우크라이나 지역 선거에서 미콜라이우 시 협의회 일원으로 당선되었으며 현재 키이우에 거주하고 있다.

## 경력
2006년 튀르키예에서 개최된 2006년 유럽 펜싱 선수권 대회에서 은메달을 수상하였다.
2008년 하계 올림픽 기간에 사브르 단체전에서는 우크라이나 팀이 중국 팀과의 결승전에서 승리할 수 있게 된 원동력이었다. 하를란으로 인하여 우크라이나 팀은 놀라운 실력을 선보이며 승리점인 45점의 절반 이상을 획득하였다.
하를란은 불가리아에서 열린 2009 유럽 펜싱 선수권 대회에서 여자 펜싱 사브르 결승전에서 이겨 금메달을 획득하였으며, 사브르 단체 결승전에서도 하를란은 속한 우크라이나 팀이 러시아 팀을 이기면서 금메달을 획득하였다. 우크라이나 펜싱 팀은 2010년 4월 우크라이나에서 열린 2009년도 스포츠 영웅들 행사에서 올해의 팀이라는 타이틀을 얻었다.
2009년 세계 펜싱 선수권 대회에서 하를란이 속한 우크라이나 팀은 단체전에서 프랑스 팀을 이기고 금메달을 획득하였으며, 올가 하를란도 개인전에서 은메달을 획득하였다.
2010년 유럽 펜싱 선수권 대회에서는 다시 하를란이 속한 우크라이나 팀이 결승전에서 러시아 팀을 꺾고 금메달을 획득하였다.
2012년 런던 올림픽에서는 동메달 결정전에서 세계랭킹 1위 매리얼 재거니스를 15-10으로 물리치고 동메달을 획득하였다. 동메달 획득 이후에 열린 시상식에서 김지연에게 축하 키스를 하여 대한민국 국내 팬들의 호감을 받았다.